# Nobody (cântec de OneRepublic)
„Nobody” este o melodie a formației americane de pop rock OneRepublic. A fost lansată pe 12 aprilie 2024, ca temă de încheiere pentru anime-ul Kaiju No. 8. Este inclusă pe ediția deluxe a celui de-al șaselea album de studio al trupei, Artificial Paradise.

## Context și compoziție
„Nobody” a fost scrisă de membrii trupei Brent Kutzle și Ryan Tedder, precum și de Joe Henderson, Tyler Spry și Josh Varnadore. A fost produsă de Henderson, Kutzle, Spry, precum și de John Nathaniel. Într-un comentariu pe site-ul anime-ului, Tedder a explicat originea piesei:
„Pe la primăvara lui 2023, am avut o întâlnire cu echipa Kaiju No. 8⁠(d), unde mi-au arătat câteva secvențe și storyboards, iar de acolo am analizat munca și personajele și m-am gândit la ce fel de sunet era necesar. Am vrut ca piesa să transmită un sentiment de exuberanță, distracție și momente strălucitoare, iar cum eram în Japonia în noiembrie 2023 pentru niște afaceri, am scris versurile în timp ce eram acolo. Această piesă a fost inspirată din Japonia în cea mai mare măsură posibil.”—Ryan Tedder

## Videoclip
Videoclipul pentru „Nobody” a avut premiera pe 29 iunie 2024. Videoclipul îi arată pe membrii trupei interpretând piesa într-o mică cameră de karaoke, cu clipuri din orașele și cultura japoneză intercalate și suprapuse cu efecte vizuale care imită texturile și stilurile manga sau ale benzilor desenate.